# Río Louetsié
El Louetsié es un río de Gabón, afluente del río Ngounié y subafluente del río Ogooué. Su recorrido discurre por el sureste de la provincia de Ngounié. Nace en los alrededores de Mbigou y desemboca en el río Ngounié junto a Lébamba.
El río tiene gran importancia para la electricidad gabonesa, pues alberga muy cerca de su desembocadura el embalse de Bongolo, cuya central hidroeléctrica da servicio a la tercera parte del país. El embalse fue construido por inversores de Canadá a principios de la década de 1990. En 1993, junto a este embalse se construyó un puente financiado por Canadá, Estados Unidos y Francia.